# Salvador Gea Bañuls

Salvador Gea Bañuls (Real de Gandía, 8 de enero de 1880 - Valencia, 17 de diciembre de 1964) fue un compositor y maestro de capilla español.

## Vida
Salvador Gea Bañuls nació el 8 de enero de 1880 en Real de Gandía, en la provincia de Valencia. Ingresó en 1891 con once años en el Real Colegio del Corpus Christi de Valencia, donde formó parte de los infantillos del coro de la capilla de música. Allí estudiaría música bajo el magisterio de Lamberto Plasencia, su hijo Vicente y Vicente Ripollés Pérez. Su hermano José fue director de diversas bandas de música de Gandía y el hijo, José Gea Peiró también fue un compositor y director de prestigio.
En el Real Colegio del Corpus Christi ocupó diversos cargos, desde infantillo, cantor de la capilla de música, organista y finalmente en 1920 fue nombrado maestro de capilla de la institución. Con ello se rompió una tradición de siglos al nombrar a un seglar para el magisterio, lo que da una idea de su vinculación al colegio y la calidad del maestro. Entre sus alumnos destaca el compositor Francisco Llácer Pla.
Sus años en el magisterio del Corpus Christi fueron difíciles, ya que permaneció en Valencia durante la Guerra civil, en la zona republicana, con el peligro de persecución religiosa que representaba. La violencia contra la Iglesia ya había comenzado en 1931 y en Valencia ardieron los conventos de San José de las carmelitas, San Julián de las agustinas y el Colegio de la Presentación. Asimismo, fueron asaltados los conventos de teresianas, la Residencia de los jesuitas y el Seminario Conciliar de Valencia. Sin embargo, el 22 de noviembre de 1935 se celebraba una misa en la que se interpretaba la Misa del Roser del maestro Romeu, interpretada por las capillas musicales de la Catedral y del Colegio del Corpus Christi, dirigidas por Gea, en la Iglesia de Nuestra Señora del Milagro en honor de Santa Cecilia, patrona de los músicos. El Miércoles santo, 8 de abril de 1936, todavía se oficiaban las tinieblas con unas lamentaciones compuestas por Gea.
En Valencia, además de sus actividades de enseñanza en el Corpus Christi, enseñó música en el Patronato de la Juventud Obrera de los jesuitas y en el Colegio de San Vicente de Ferrer. No formó parte del elenco de profesores del Conservatorio, aunque se le llamó en varias ocasiones para formar parte de algunos tribunales de exámenes.
Dejó el magisterio del Real Colegio del Corpus Christi en 1944, siendo sustituido en el cargo por Vicente García Julbe. Falleció en Valencia el 17 de diciembre de 1964.

## Obra
La obra de Gea es, en su gran mayoría, de tipo religioso, incluyendo tres misas, dos belenes (música escénica), completas, magníficats, vísperas, salmos y diversas otras composiciones. Su estilo fue innovador respecto a los cánones del motu proprio.
De entre sus obras seglares destaca el Himno a Gandía, que sigue usándose.